# Carlos Guillermo de Anhalt-Zerbst
Carlos Guillermo de Anhalt-Zerbst (en alemán, Karl Wilhelm von Anhalt-Zerbst; Zerbst, 16 de octubre de 1652-Zerbst, 3 de noviembre de 1718) fue un príncipe alemán de la Casa de Ascania y gobernante del principado de Anhalt-Zerbst.

## Biografía
Era el tercer hijo varón (aunque el mayor que sobrevivió a la infancia) del príncipe Juan VI de Anhalt-Zerbst, y de Sofía Augusta, hija de Federico III, duque de Schleswig-Holstein-Gottorp. Sus dos hermanos mayores murieron antes de su nacimiento.
Carlos Guillermo sucedió a su padre en Anhalt-Zerbst en 1667, a la edad de quince años. Durante su minoría de edad, que duró hasta 1674, su madre, la princesa viuda Sofía Augusta, actuó como regente.
Ordenó la construcción del Palacio de Zerbst (que convirtió en su residencia oficial) y la Iglesia de la St. Trinidad de Zerbst, que ambos fueron inaugurados en 1696. También vivió muchos años en Jever.

## Matrimonio e hijos
En Halle, el 18 de junio de 1676, Carlos Guillermo contrajo matrimonio con Sofía (Halle, 23 de junio de 1654-Zerbst, 31 de marzo de 1724), hija del duque Augusto de Sajonia-Weissenfels. Tuvieron tres hijos:
1. Juan Augusto (Zerbst, 29 de julio de 1677-ib., 7 de noviembre de 1742), príncipe de Anhalt-Zerbst.
2. Carlos Federico (Zerbst, 2 de julio de 1678-ib., 1 de septiembre de 1693).
3. Magdalena Augusta (Zerbst, 23 de octubre de 1679-Altemburgo, 11 de octubre de 1740), desposó el 17 de junio de 1696 al duque Federico II de Sajonia-Gotha-Altemburgo; fue la abuela del rey Jorge III de Gran Bretaña.